# Narsès (maître des milices)
Narsès est un militaire byzantin à la fin du VIe siècle et au début du VIIe siècle, principalement mentionné dans les sources pour s'être soulevé contre l'empereur Phocas dès son accession au trône, alors qu'il est maître des milices (magister militum) d'Orient.

## Biographie
Son nom laisse supposer une ascendance arménienne, à l'image d'autres homonymes de la même époque. Il est d'ailleurs parfois confondu ou identifié à certains d'entre eux, comme le Narsès nommé par Tibère II comme adjoint du général Maurice dans une campagne contre les Sassanides vers 577-578. 
Vers 587/588, il apparaît comme dux de Constantia dans l'Osroène puis comme garde du corps du magister militum (général en chef) de l'armée d'Orient, Comentiolus. A cette occasion, il participe à la campagne qui rétablit Khosro II sur le trône des Sassanides, après en avoir été chassé par un usurpateur. Comentiolus se montrant trop irrespectueux envers Khosro, il est remplacé par Narsès, qui mène l'armée jusqu'à Dara puis sur le Tigre, où il attend des renforts en provenance d'Arménie. Lors de la bataille de Blarathon qui met à bas le pouvoir de Bahram VI, il commande le centre de l'armée avec Khosro. Cette expédition permet à l'Empire byzantin de signer une paix avantageuse avec le souverain perse, redevable à l'empereur Maurice de son retour au pouvoir
Il semble avoir été maître des milices d'Orient de 591 à 603. En 602, une révolte de l'armée des Balkans met à bas l'empereur Maurice, mis à mort par Phocas, qui s'empare du trône. Son pouvoir se montre rapidement fragile, d'autant qu'il se heurte vite à l'opposition de Khosro II, qui profite de l'occasion pour lancer les hostilités contre l'Empire byzantin, en prenant le prétexte de rétablir sur le trône la famille de Maurice en la personne de son supposé fils, Théodose. En 603, Narsès se rebelle et s'empare de la région d'Édesse et appelle à l'aide le souverain sassanide. Cet épisode facilite l'entrée en guerre des Sassanides. Phocas envoie en Orient le général Germanus pour mater Narsès. Mais alors qu'il assiège ce dernier, il est vaincu et tué par une armée sassanide venue en renfort en 604. L'empereur missionne alors Léontius pour prendre la tête de l'armée d'Orient. Le général byzantin s'empare d'Édesse en 605 mais Narsès parvient à fuir jusqu'à Hiérapolis. Finalement, c'est Domentziolus, le neveu de Phocas, qui le persuade de se rendre à condition de lui laisser la vie sauve. Néanmoins, dès qu'il arrive à Constantinople, il est brûlé vif par Phocas, qui prouve là encore sa tendance à la répression sanguinaire de ses opposants.